# НХЛ у сезоні 1945—1946
НХЛ у сезоні 1945/1946 — 29-й регулярний чемпіонат НХЛ. Сезон стартував 24 жовтня 1945. Закінчився фінальним матчем Кубка Стенлі 9 квітня 1946 між Монреаль Канадієнс та Бостон Брюїнс перемогою «канадців» 6:3 в матчі та 4:1 в серії. Це шоста перемога в Кубку Стенлі Монреаля.

## Підсумкова турнірна таблиця
| # | Команда            | І  | В  | П  | Н  | ШЗ  | ШП  | Очки |
| - | ------------------ | -- | -- | -- | -- | --- | --- | ---- |
| 1 | Монреаль Канадієнс | 50 | 28 | 17 | 5  | 172 | 134 | 61   |
| 2 | Бостон Брюїнс      | 50 | 24 | 18 | 8  | 167 | 156 | 56   |
| 3 | Чикаго Блек Гокс   | 50 | 23 | 20 | 7  | 200 | 178 | 53   |
| 4 | Детройт Ред-Вінгс  | 50 | 20 | 20 | 10 | 146 | 159 | 50   |
| 5 | Торонто Мейпл-Ліфс | 50 | 19 | 24 | 7  | 174 | 185 | 45   |
| 6 | Нью-Йорк Рейнджерс | 50 | 13 | 28 | 9  | 144 | 191 | 35   |

## Найкращі бомбардири
| Гравець          | Команда            | І  | Г  | П  | О  | ШХ |
| ---------------- | ------------------ | -- | -- | -- | -- | -- |
| Макс Бентлі      | Чикаго Блек Гокс   | 47 | 31 | 30 | 61 | 6  |
| Гей Стюарт       | Торонто Мейпл-Ліфс | 50 | 37 | 15 | 52 | 8  |
| Тоу Гектор Блейк | Монреаль Канадієнс | 50 | 29 | 21 | 50 | 2  |
| Клінт Сміт       | Чикаго Блек Гокс   | 50 | 26 | 24 | 50 | 2  |
| Білл Мосієнко    | Чикаго Блек Гокс   | 40 | 18 | 30 | 48 | 12 |
| Моріс Рішар      | Монреаль Канадієнс | 50 | 27 | 21 | 48 | 50 |

## Плей-оф

### Півфінали
| - 19 березня. Чикаго - Монреаль 2:6 - 21 березня. Чикаго - Монреаль 1:5 - 24 березня. Монреаль - Чикаго 8:2 - 26 березня. Монреаль - Чикаго 7:2 Серія: Монреаль - Чикаго 4-0 | - 19 березня. Детройт - Бостон 1:3 - 21 березня. Детройт - Бостон 3:0 - 24 березня. Бостон - Детройт 5:2 - 26 березня. Бостон - Детройт 4:1 - 28 березня. Детройт - Бостон 3:4 ОТ Серія: Детройт - Бостон 4-1 |

### Фінал
- 30 березня. Бостон - Монреаль 3:4 ОТ
- 2 квітня. Бостон - Монреаль 2:3 ОТ
- 4 квітня. Монреаль - Бостон 4:2
- 7 квітня. Монреаль - Бостон 2:3 ОТ
- 9 квітня. Бостон - Монреаль 3:6

Серія: Бостон - Монреаль 1-4
Найкращий бомбардир плей-оф
| Гравець   | Клуб     | І | Г | П  | О  |
| --------- | -------- | - | - | -- | -- |
| Елмер Лак | Монреаль | 9 | 5 | 12 | 17 |

## Призи та нагороди сезону
| Нагороди                 | Гравець          | Команда            |
| ------------------------ | ---------------- | ------------------ |
| Пам'ятний трофей Колдера | Едгар Лапрад     | Нью-Йорк Рейнджерс |
| Пам'ятний трофей Гарта   | Макс Бентлі      | Чикаго Блек Гокс   |
| Приз Леді Бінг           | Тоу Гектор Блейк | Монреаль Канадієнс |
| Трофей Везини            | Білл Дернан      | Монреаль Канадієнс |

| Нагорода               | Клуб               |
| ---------------------- | ------------------ |
| Приз принца Уельського | Монреаль Канадієнс |
| Приз О'Брайна          | Бостон Брюїнс      |
| Кубок Стенлі           | Монреаль Канадієнс |

## Команда всіх зірок
| Перша команда                   | Позиція              | Друга команда                        |
| ------------------------------- | -------------------- | ------------------------------------ |
| Білл Дернан, Монреаль Канадієнс | Воротар              | Френк Брімсек, Бостон Брюїнс         |
| Джек Кроуфорд, Бостон Брюїнс    | Захисник             | Кен Ріардон, Монреаль Канадієнс      |
| Еміль Бушар, Монреаль Канадієнс | Захисник             | Джек Стюарт, Детройт Ред-Вінгс       |
| Макс Бентлі, Чикаго Блек Гокс   | Центральний нападник | Елмер Лак, Монреаль Канадієнс        |
| Моріс Рішар, Монреаль Канадієнс | Правий нападник      | Білл Мосієнко, Чикаго Блекгокс       |
| Гей Стюарт, Торонто Мейпл-Ліфс  | Лівий нападник       | Тоу Гектор Блейк, Монреаль Канадієнс |
| Дік Ірвін, Монреаль Канадієнс   | Тренер               | Джонні Готтселіг, Чикаго Блек Гокс   |